# Dwight H. Little
Dwight Hubbard Little (* 13. Januar 1956 in Cleveland, Ohio) ist ein US-amerikanischer Regisseur.

## Leben und Karriere
Sein Debüt als Regisseur gab er 1986 mit dem Film Inferno USA. Bis in die Mitte der 1990er Jahre hinein drehte Dwight H. Little vornehmlich Kinofilme, seit 1999 inszeniert er vor allem einzelne Episoden verschiedenster Fernsehserien, wie etwa Practice – Die Anwälte, Dollhouse, Castle, Prison Break und Bones – Die Knochenjägerin.
Er ist zum zweiten Mal verheiratet und Vater zweier Kinder.

## Filmografie (Auswahl)
Filme
- 1985: KGB – Der schmutzige Krieg (KGB: The Secret War)
- 1986: Inferno USA (Hostage Dallas)
- 1988: Bloodstone
- 1988: Halloween IV – Michael Myers kehrt zurück (Halloween 4: The Return of Michael Myers)
- 1989: Das Phantom der Oper (Phantom of the Opera)
- 1990: Zum Töten freigegeben (Marked for Death)
- 1992: Rapid Fire – Unbewaffnet und extrem gefährlich (Rapid Fire)
- 1995: Free Willy 2 – Freiheit in Gefahr (Free Willy 2: The Adventure Home)
- 1997: Mord im Weißen Haus (Murder at 1600)
- 2000: Papa’s Angels – Bewegte Zeiten (Papa’s Angels, Fernsehfilm)
- 2001: Der Pate von New York (Boss of Bosses, Fernsehfilm)
- 2004: Anacondas: Die Jagd nach der Blut-Orchidee (Anacondas: The Hunt for the Blood Orchid)
- 2010: Tekken
- 2017: Last Rampage – Der Ausbruch des Gary Tison (Last Rampage)
- 2018: Home by Spring (Fernsehfilm)
- 2023: Der Fluch der Natty Knocks (Natty Knocks)

Serien
- 1989: Freddy’s Nightmares (Episode 1x11)
- 1997–1999: Millennium – Fürchte deinen Nächsten wie Dich selbst (Millennium, 3 Episoden)
- 1998–2002: Practice – Die Anwälte (The Practice, 9 Episoden)
- 2002: Akte X – Die unheimlichen Fälle des FBI (The X-Files, Episode 9x14)
- 2002: Der Fall John Doe! (John Doe, Episode 1x06)
- 2005: Law & Order: Trial by Jury (Episode 1x05)
- 2005–2006: The Inside (2 Episoden)
- 2005–2006: Just Legal (2 Episoden)
- 2005–2009: Prison Break (5 Episoden)
- 2006: Vanished (Episode 1x06)
- 2006: 24 (Fernsehserie, 2 Episoden)
- 2006–2017: Bones – Die Knochenjägerin (Bones, 23 Episoden)
- 2009: Castle (Episode 2x03)
- 2009: Dollhouse (2 Episoden)
- 2011: Body of Proof (Episode 2x06)
- 2011: Criminal Minds: Team Red (Criminal Minds: Suspect Behavior, Episode 1x08)
- 2011–2013: Nikita (5 Episoden)
- 2011–2014: Drop Dead Diva (4 Episoden)
- 2012: The Finder (Episode 1x06)
- 2014: Matador (Episode 1x05)
- 2014–2016: Sleepy Hollow (3 Episoden)
- 2014–2016: From Dusk Till Dawn: The Series (4 Episoden)
- 2014–2017: Scorpion (3 Episoden)
- 2015: Arrow (Episode 3x18)
- 2015: Marvel’s Agents of S.H.I.E.L.D. (Episode 3x06)
- 2022: 9-1-1 (Episode 5x12)

Videospiele
- 1993: Ground Zero: Texas